# Club Esportiu Mataró
El Club Esportiu Mataró és el club de futbol més representatiu de la capital del Maresme. La seva antiga secció de bàsquet femení, amb el nom d'Ignis Mataró, va guanyar tres lligues consecutives de primera divisió femenina entre els anys 1972 i 1974.

## Història
El 3 de juliol de 1939 l'històric Iluro Sport Club desaparegué. El seu lloc fou ocupat pel nou Club Deportivo Mataró (els noms en català foren prohibits) que esdevingué el principal club de futbol de la ciutat. El nou club mantingué els colors groc i negre del seu predecessor.
Els primers anys dels quaranta el CD Mataró participa en les categories inferiors catalanes. La temporada 1947-48, el Mataró assoleix el títol de Campió de Catalunya, però la reducció de 3a Divisió n'impedeix l'ascens. L'any següent s'assoleix el subcampionat i aconsegueix per fi l'ascens a Tercera. Cal destacar el 1951-52 en què el club juga una sensacional promoció d'ascens a Segona on acaba finalment tercer sense ascendir. El 1965 guanya el Trofeu Moscardó.
La temporada 1967-68, després de 18 anys de permanència a 3a Divisió, l'equip baixa a Regional. L'any següent, s'inicia amb nou president i relacions de col·laboració amb l'Espanyol i el 1968-69 aconsegueix el retorn a Tercera Divisió. El 1971, però, després d'una fluixa campanya, el Mataró torna a baixar a Preferent on s'estarà nou temporades fins al 1979-80 en què torna a Tercera durant tres temporades més.
Els vuitanta l'equip es mou per les categories territorials i és a la dècada dels 90 que l'equip torna a prendre força, pujant primer a Tercera i finalitzant amb un gran ascens a Segona Divisió B l'any 2000, un dels majors èxits del club, culminat l'any 2005 amb el títol de la Copa Federació. L'any 1994 adoptà l'actual denominació de Club Esportiu Mataró.
Després d'uns anys d'èxits amb l'ascens a la Segona B el 
2000, i el títol de la Copa Federació el 2004-05, a partir de la temporada 2008-09 el club mataroní va patir dos descensos consecutius que el van portar a la divisió preferent. En finalitzar la primera volta a aquesta competició, la temporada 2010-11, va retirar-se del campionat.
L'onze de setembre de 2012 el club va celebrar el centenari de la seva fundació amb dos partits, on s'enfrontaren els veterans del CE Mataró amb els veterans del FC Barcelona, amb victòria blau-grana per 2 a 5, i en el segon partit el CE Mataró fou vençut pel CE Júpiter per 0 a 2. El club presentà la samarreta commemorativa del centenari a meitats groga i negra.

### Basquetbol

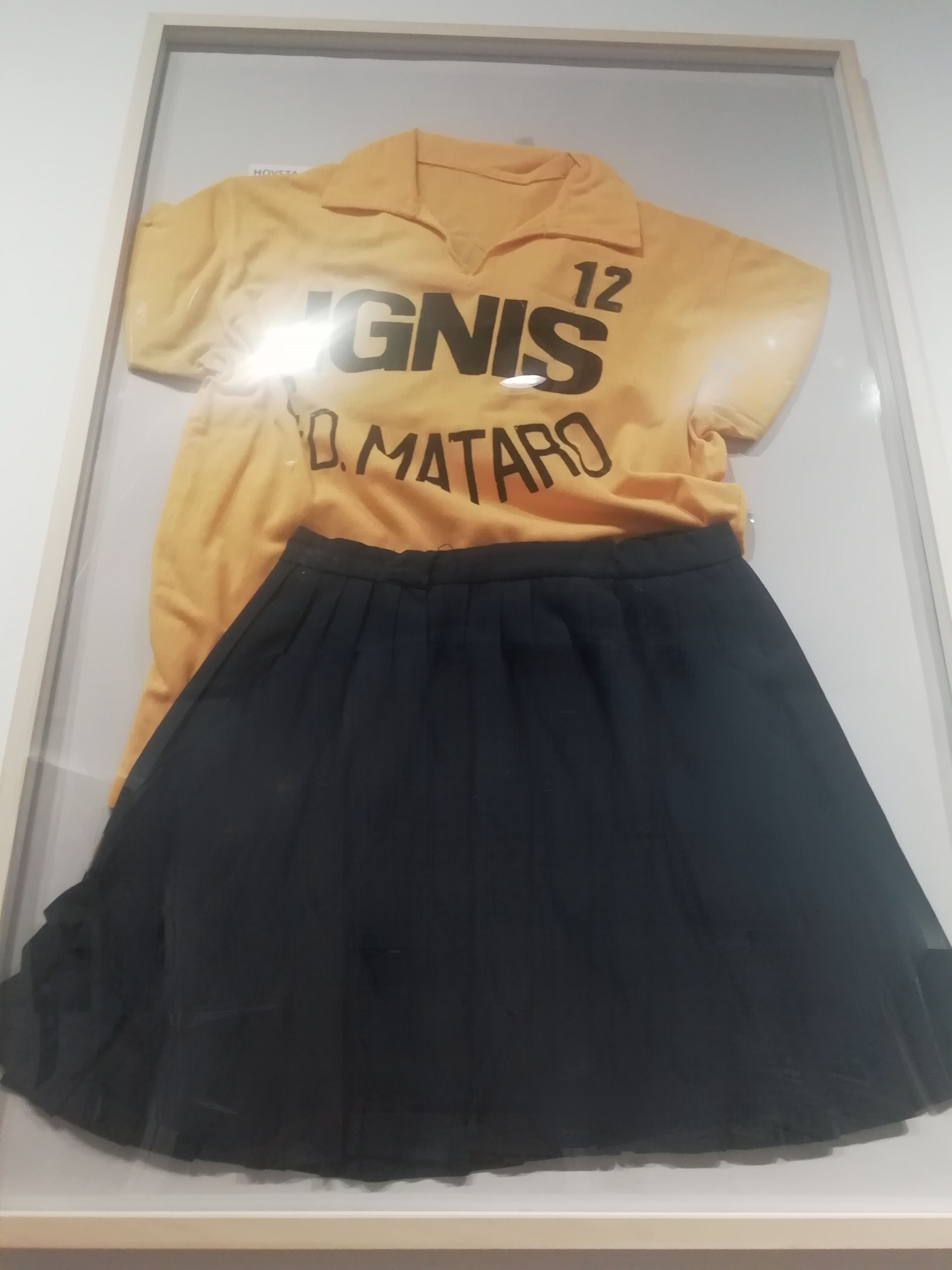
Samarreta de l'equip Ignis Mataró femení de bàsquet.

La secció de bàsquet té les seves arrels l'any 1930, arran la creació de la secció de l'Iluro SC i de l'Associació Esportiva Mataró. Arribà a la primera divisió espanyola per primera vegada la temporada 1963-64, amb Antoni Serra d'entrenador, i jugadors com Josep Maria Soler i Joan Martínez, ambdós internacionals amb la selecció espanyola. Va romandre a la màxima categoria estatal fins al 1971, per retornar una temporada més tard. Després de tres temporades, el 1975 tornaria a perdre la categoria, la qual recuperà el 1977.
La temporada 1965-66, l'equip femení debutà en la primera divisió estatal en quedar-se la plaça i algunes jugadores del CIC Argentona, amb Maria del Carme Famadas al capdavant. Amb el nom d'Ignis Mataró va guanyar tres lligues consecutives de primera divisió femenina entre els anys 1972 i 1974.
El CE Mataró patí nombrosos problemes econòmics i a partir del 1991 l'equip de bàsquet s'anomenà Club Bàsquet Mataró. El 1995 el CB Mataró es fusionà amb l'AE Mataró esdevenint la Unió Esportiva Mataró.

## Títols
Futbol
- Campionats Segona Catalana G.II: 
  - 2014-15, 2018-19
- Copa RFEF (Copa Federació):
  - 2004-05
- Trofeu Moscardó:
  - 1964-65

Basquetbol
- Lliga espanyola de bàsquet femenina:
  - 1971-72, 1972-73, 1973-74
- Lliga catalana de bàsquet EBA:
  - 1986

## Temporades
Fins a l'any 2011-12 l'equip de futbol ha militat 4 temporades a Segona Divisió B i 33 a Tercera Divisió.
- 1949-50: 3a Divisió 5è
- 1950-51: 3a Divisió 7è
- 1951-52: 3a Divisió 15è
- 1952-53: 3a Divisió 2n
- 1953-54: 3a Divisió 16è
- 1954-55: 3a Divisió 7è
- 1955-56: 3a Divisió 9è
- 1956-57: 3a Divisió 16è
- 1957-58: 3a Divisió 5è
- 1958-59: 3a Divisió 11è
- 1959-60: 3a Divisió 4t
- 1960-61: 3a Divisió 3r
- 1961-62: 3a Divisió 5è
- 1962-63: 3a Divisió 3r
- 1963-64: 3a Divisió 13è
- 1964-65: 3a Divisió 14è
- 1965-66: 3a Divisió 8è
- 1966-67: 3a Divisió 16è
- 1969-70: 3a Divisió 8è
- 1970-71: 3a Divisió 20è
- 1980-81: 3a Divisió 12è
- 1981-82: 3a Divisió 15è
- 1982-83: 3a Divisió 20è
- 1994-95: 1a Div. Catalana 2n
- 1995-96: 3a Divisió 10è
- 1996-97: 3a Divisió 9è
- 1997-98: 3a Divisió 3r
- 1998-99: 3a Divisió 4t
- 1999-00: 3a Divisió 3r
- 2000-01: 2a Divisió B 15è
- 2001-02: 2a Divisió B 8è
- 2002-03: 2a Divisió B 13è
- 2003-04: 2a Divisió B 18è
- 2004-05: 3a Divisió 2n
- 2005-06: 3a Divisió 11è
- 2006-07: 3a Divisió 6è
- 2007-08: 3a Divisió 16è
- 2008-09: 3a Divisió 18è
- 2009-10: 1a Div. Catalana 20è
- 2010-11: Preferent Territorial retirat
- 2011-12: Segona Catalana (G2) 6è
- 2012-13: Segona Catalana (G2) 9è
- 2013-14: Segona Catalana (G2)
- 2014-15: Segona Catalana (G2) 1r
- 2015-16: Primera Catalana (G1)

## Jugadors destacats
Anys 50
- Joan Viza

Anys 60
- Salvador Sadurní

Anys 70
- Josep Antoni Ramos

## Himne
Groga i negra 

és la nostra camiseta. 

Estendard i banderí. 

Dos colors que ens estimem, 

pels que patim, 

pels que gaudim, 

dos colors pels que lluitem. 

Són els nostres preferits 

i en fem himne i en fem crit. 

Ve de lluny aquest camí: 

De l'Iluro - vella glòria - 

que ens aferma dins la història 

de l'esport mataroní. 

Groga i negra 

és la nostra camiseta. 

Fem·ne els socis bon reclam 

i escollim uns jugadors 

que ens facin bo 

el marcador 

per alçar-la a cada camp. 

Som un Club de fonda arrel 

que hi tenim el cor fidel. 

Hem estat, som i serem 

gent de futbol i amistat 

i amb noblesa i qualitat 

jugarem i vencerem. 

Groga i negra 

és la nostra camiseta. 

Honorem·la amb ferm delit 

-tots els anys - cada partit. 

Visca, visca 

el Mataró 

Sempre avant i campió 
Lletra: Escrita pel poeta mataroní Isidre Julià.

Música: Pere Gonzàlez.